# Morophaga soror
Morophaga soror är en fjärilsart som beskrevs av László Anthony Gozmány. Morophaga soror ingår i släktet Morophaga och familjen äkta malar. Inga underarter finns listade i Catalogue of Life.